# Andrzej Jarkiewicz
Andrzej Jarkiewicz (ur. 7 lutego 1972) – polski piłkarz, grający na pozycji bramkarza. Wychowanek Górnika Zabrze. Niemal przez całą karierę grał w zespołach z województwa śląskiego. W najwyższej klasie ligowej wystąpił w 17 meczach jako zawodnik Sokoła Tychy w latach 1995–1997.

## Kariera piłkarska
Pochodzi z Zabrza. Pierwsze piłkarskie kroki stawiał w miejscowym Górniku. W zespołach trampkarzy i juniorów doskonalił umiejętności pod kierunkiem trenerów: Szombary, Mika i Knopa.
Z czasem zauważył go trener Zdzisław Podedworny i w 1989 roku trafił do kadry pierwszej drużyny. Był na ławce rezerwowych w meczu z Lechem Poznań, przegranym przez zabrzan 0:3. Jednakże trudno było się mu przedostać do pierwszego zespołu. Wtedy jego bramkarzami byli Józef Wandzik i Krystian Sulski. Latem 1990 roku Jarkiewcz przeszedł do III-ligowej drużyny GKS Tychy, gdzie trenerem był Albin Wira. Potem dołączył do II-ligowej Odry Wodzisław, z którą spadł do niższej klasy ligowej.
Kolejnym klubem, w którym grał bramkarz, był II-ligowy Raków Częstochowa, gdzie trenerami byli najpierw Władysław Szaryński, a następnie Zbigniew Dobosz. Z częstochowskiego klubu wrócił do GKS-u Tychy.
Kolejnym jego klubem stał się Sokół Tychy. 9 września 1995 w barwach tyskiej drużyny zadebiutował w najwyższej klasie ligowej w wygranym meczu z Hutnikiem Kraków 4:3. W 71. minucie na bramce zastąpił Dariusza Płaczkiewicza przy stanie 3:3. Do końca rundy jesiennej rozegrał jeszcze 4 pełne spotkania. W sezonie 1996/1997 wystąpił w 13 meczach. Jego ostatnim występem było przegrane spotkanie 0:3 z Ruchem Chorzów w 22. kolejce.
Następnie ponownie znalazł się w Górniku. Tam pełnił rolę zmiennika dla Andrzeja Bledzewskiego, w związku z czym przeniósł się do Piasta Gliwice. Następnie trafił do Carbo Gliwice, z którym grał w III lidze.
Karierę piłkarką kończył w klubie Walka Makoszowy, którego był zawodnikiem w latach 2003–2007.

## Styl i warunki fizyczne
W czasie kariery zawodniczej przy wzroście 191 cm ważył ok. 84 kg. Swoją karierę oparł na ciągłym wędrowaniu po klubach.

Gdybym po pierwszym przyjściu do GKS Tychy dłużej w nim został, moja kariera potoczyłaby się inaczej. Byłem młody, chciałem się szybko wybić, więc wybrałem grę w drugiej lidze

## Po zakończeniu kariery
W 2011 wystąpił w V turnieju oldboyów Auder Cup im. Alfreda Olka na Stadionie im. Ernesta Pohla w Zabrzu. Ze swoją drużyną, Górnikiem Zabrze, został zwycięzcą rozgrywek, a jego samego wybrano na bramkarza turnieju.